# Ieng Thirith
Ieng Thirith, születési nevén Khieu Thirith(khmerül: អៀង ធីរិទ្ធ; született: Battambang tartomány, 1932. március 10. – Pailin tartomány, 2015. augusztus 22.) egy nagy hatókörrel rendelkező személy volt a hajdani Vörös Khmerben, de semmilyen pártbizottságnak nem volt tagja. Ieng Thirith Ieng Sary özvegye, aki a Demokratikus Kambodzsa külügyminisztere volt a rezsim idején. Felesége a szociális ügyekért felelős miniszterként szolgált 1975 októberétől a rendszer bukásáig, 1979-ig.
Ieng Thirith a hajdani Khieu Ponnary lánytestvére. (Ponnary 2003-ban hunyt el, és Pol Pot első felesége volt.) 2007 novemberében tartóztatta le a Kambodzsai Bíróság Rendkívüli Kamarája (ECCC) férjével, Ieng Saryval együtt, népirtás, háborús bűncselekmény, és emberiség elleni bűncselekmények gyanújával.

## Korai évei
Khieu Thirith néven született Kambodzsában, az északnyugati Battambang tartományban, viszonylag jómódú és nagy előjogú családból származik, és a második lánya volt egy kambodzsai bírónak, aki a második világháború idején elhagyta a családját, lelépett Battambang városába egy hercegnővel.
Thirith kortársaihoz hasonlóan a phnompeni Lycée Sisowath-on végzett, és még szülőhazájában Ieng Sary jegyese lett, aki szintén a líceumon végzett. Párizsba utazott testvérével, Ponnaryval, ahol angol irodalmat tanult, a Sorbonne-on. Ő volt az első kambodzsai aki végzettségi fokot szerzett angol irodalom terén. Thirith 1951 telén összeházasodott Ieng Sary-val a párizsi városházán. Nővére, Khieu Ponnary, később Pol Pot felesége lett. A két nő, és a két férfi később a Kambodzsai négyek bandája becenevet kapta, egy kisebb utalás a Mao Ce-tung özvegye által vezetett radikális csoportra.

## Élete
1957-ben visszatért szülőhazájába, Kambodzsába és professzorként dolgozott, mindaddig amíg meg nem alapította saját angol nyelviskoláját 1960-ban. Magas rangú tagja volt a Vörös Khmernek is. 1975 és 1979 között Thirith volt a társadalmi miniszter, és Demokratikus Kambodzsa Vöröskereszt Társaságának vezetője.

## Későbbi évei
Thirith férjével, Ieng Sary-val egy luxus villában élt a 21-es utcában, Phnompen déli részén. Letartóztatásáig ritkán láthatta nyilvánosság.

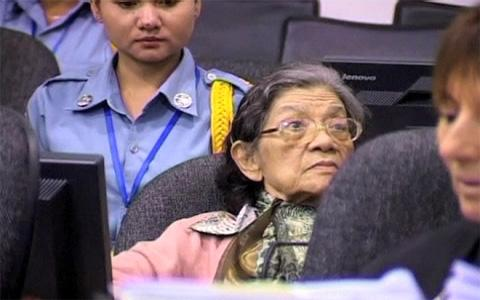
Thirith a bíróság előtt 2011-ben.

Letartóztatták a gyengélkedő Ieng Sary-val együtt, 2007. november 12-én, phnompeni otthonukban emberiség elleni bűncselekmények vádjával: „terjedelmes tisztogatások megtervezésével, vezénylésével, irányításával és parancsba adásával ... és a társadalmi minisztérium tagjainak meggyilkolásával”.  2011. november 17-én Thirith mentálisan alkalmatlanná vált ahhoz, hogy bíróság elé állítsák, súlyos stádiumban lévő Alzheimer-kóra miatt, és szabadon engedték.  Az ügyészek fellebbeztek szabadon engedése ellen. 2011. december 13-án a fellebbezések nyomán Thirith-et új gyógytesztek alá vonták, hogy megvizsgálják, alkalmas-e arra, hogy bíróság elé álljon. 2012 szeptemberében helybenhagyták a 2011 novemberi döntést, miszerint Thirith alkalmatlan arra, hogy bíróság elé álljon, és ismét szabadon engedték.
2015. augusztus 22-én Thirith meghalt.